# Marco Bulacia Wilkinson
Marco Bulacia Wilkinson (27 settembre 2000) è un pilota di rally boliviano.

## Vittorie nel mondiale rally

### WRC-3
| Nº | Anno | Rally             | Copilota             | Vettura       |
| -- | ---- | ----------------- | -------------------- | ------------- |
| 1  | 2020 | Rally del Messico | Giovanni Bernacchini | Citroën C3 R5 |

### WRC-2 Challenger
| Nº | Anno | Rally                | Copilota      | Vettura               | Squadra        |
| -- | ---- | -------------------- | ------------- | --------------------- | -------------- |
| 1  | 2023 | Rally del Portogallo | Diego Vallejo | Škoda Fabia RS Rally2 | Toksport WRT 2 |

## Risultati nel mondiale rally

### Risultati WRC
| 2018 | Scuderia | Vettura                       |  |  |    |  |     |  |  |  |  |  |    |    |  |  |  |  | Punti | Pos. |
| ---- | -------- | ----------------------------- |  |  | -- |  | --- |  |  |  |  |  | -- | -- |  |  |  |  | ----- | ---- |
| 2018 | -        | Ford Fiesta R5 Škoda Fabia R5 |  |  | 13 |  | Rit |  |  |  |  |  | 18 | 50 |  |  |  |  | 0     |      |

| 2019 | Scuderia         | Vettura        |  |  |   |  |     |    |  |    |  |  |    |    |     |  |  |  | Punti | Pos. |
| ---- | ---------------- | -------------- |  |  | - |  | --- | -- |  | -- |  |  | -- | -- | --- |  |  |  | ----- | ---- |
| 2019 | Škoda Motorsport | Škoda Fabia R5 |  |  | 7 |  | Rit | 15 |  | 14 |  |  | 13 | 15 | Rit |  |  |  | 6     | 17º  |

| 2020 | Scuderia | Vettura       |  |  |   |    |    |    |    |  |  |  |  |  |  |  |  |  | Punti | Pos. |
| ---- | -------- | ------------- |  |  | - | -- | -- | -- | -- |  |  |  |  |  |  |  |  |  | ----- | ---- |
| 2020 |          | Citroën C3 R5 |  |  | 8 | 14 | 10 | 11 | 16 |  |  |  |  |  |  |  |  |  | 5     | 20º  |

| 2021 | Scuderia     | Vettura                |    |  |    |    |    |  |    |  |    |  |     |    |  |  |  |  | Punti | Pos. |
| ---- | ------------ | ---------------------- | -- |  | -- | -- | -- |  | -- |  | -- |  | --- | -- |  |  |  |  | ----- | ---- |
| 2021 | Toksport WRT | Škoda Fabia Rally2 evo | 15 |  | 12 | 16 | 10 |  | 11 |  | 10 |  | Rit | 58 |  |  |  |  | 2     | 29º  |

| 2022 | Scuderia     | Vettura                |     |    |  |     |    |  |     |  |    |  |  |  |  |  |  |  | Punti | Pos. |
| ---- | ------------ | ---------------------- | --- | -- |  | --- | -- |  | --- |  | -- |  |  |  |  |  |  |  | ----- | ---- |
| 2022 | Toksport WRT | Škoda Fabia Rally2 evo | Rit | 33 |  | Rit | 27 |  | Rit |  | 21 |  |  |  |  |  |  |  | 0     |      |

| 2023 | Scuderia     | Vettura                                      |    |    |  |  |    |  |  |    |     |    |     |  |  |  |  |  | Punti | Pos. |
| ---- | ------------ | -------------------------------------------- | -- | -- |  |  | -- |  |  | -- | --- | -- | --- |  |  |  |  |  | ----- | ---- |
| 2023 | Toksport WRT | Škoda Fabia RS Rally2 Škoda Fabia Rally2 evo | 16 | 13 |  |  | 11 |  |  | 12 | Rit | 31 | Rit |  |  |  |  |  | 0     |      |

| 2024 | Scuderia | Vettura                                 |  |  |  |  |     |    |  |  |  |  |  |  |  |  |  |  | Punti | Pos. |
| ---- | -------- | --------------------------------------- |  |  |  |  | --- | -- |  |  |  |  |  |  |  |  |  |  | ----- | ---- |
| 2024 |          | Citroën C3 Rally2 Škoda Fabia RS Rally2 |  |  |  |  | Rit | 51 |  |  |  |  |  |  |  |  |  |  | 0     |      |

| 2025 | Scuderia | Vettura                |  |  |  |  |    |     |     |    |    |  |  |  |  |  |  |  | Punti | Pos. |
| ---- | -------- | ---------------------- |  |  |  |  | -- | --- | --- | -- | -- |  |  |  |  |  |  |  | ----- | ---- |
| 2025 |          | Toyota GR Yaris Rally2 |  |  |  |  | 19 | Rit | Rit | WD | WD |  |  |  |  |  |  |  | 0     |      |

| Legenda | 1º posto | 2º posto | 3º posto | A punti | Senza punti | Ritirato | Squalificato | NP=Non partito C=Gara cancellata | Apice=Power stage |

### Risultati nel WRC-2 Pro
| 2019 | Scuderia         | Vettura        |  |  |  |  |     |   |  |  |  |  |  |  |  |  |  |  | Punti | Pos. |
| ---- | ---------------- | -------------- |  |  |  |  | --- | - |  |  |  |  |  |  |  |  |  |  | ----- | ---- |
| 2019 | Škoda Motorsport | Škoda Fabia R5 |  |  |  |  | Rit | 4 |  |  |  |  |  |  |  |  |  |  | 12    | 7º   |

| Legenda | 1º posto | 2º posto | 3º posto | A punti | Senza punti | Ritirato | Squalificato | NP=Non partito C=Gara cancellata | Apice=Power stage |

### Risultati nel WRC-2
| 2018 | Scuderia | Vettura                         |  |  |   |  |     |  |  |  |  |  |   |    |  |  |  |  | Punti | Pos. |
| ---- | -------- | ------------------------------- |  |  | - |  | --- |  |  |  |  |  | - | -- |  |  |  |  | ----- | ---- |
| 2018 |          | Ford Fiesta R5 / Škoda Fabia R5 |  |  | 4 |  | Rit |  |  |  |  |  | 9 | 18 |  |  |  |  | 14    | 27º  |

| 2019 | Scuderia | Vettura        |  |  |   |  |  |  |  |   |  |  |   |   |     |  |  |  | Punti | Pos. |
| ---- | -------- | -------------- |  |  | - |  |  |  |  | - |  |  | - | - | --- |  |  |  | ----- | ---- |
| 2019 |          | Škoda Fabia R5 |  |  | 2 |  |  |  |  | 4 |  |  | 2 | 4 | Rit |  |  |  | 60    | 7º   |

| 2021 | Scuderia     | Vettura                |   |  |   |   |   |  |   |  |   |  |  |   |  |  |  |  | Punti | Pos. |
| ---- | ------------ | ---------------------- | - |  | - | - | - |  | - |  | - |  |  | - |  |  |  |  | ----- | ---- |
| 2021 | Toksport WRT | Škoda Fabia Rally2 evo | 4 |  | 3 | 6 | 3 |  | 3 |  | 2 |  |  | 4 |  |  |  |  | 107   | 4º   |

| 2022 | Scuderia     | Vettura                |     |    |  |     |    |  |     |  |    |  |  |  |  |  |  |  | Punti | Pos. |
| ---- | ------------ | ---------------------- | --- | -- |  | --- | -- |  | --- |  | -- |  |  |  |  |  |  |  | ----- | ---- |
| 2022 | Toksport WRT | Škoda Fabia Rally2 evo | Rit | 15 |  | Rit | 19 |  | Rit |  | 11 |  |  |  |  |  |  |  | 0     |      |

| 2023 | Scuderia     | Vettura                                      |   |   |  |  |   |  |  |   |     |    |     |  |  |  |  |  | Punti | Pos. |
| ---- | ------------ | -------------------------------------------- | - | - |  |  | - |  |  | - | --- | -- | --- |  |  |  |  |  | ----- | ---- |
| 2023 | Toksport WRT | Škoda Fabia RS Rally2 Škoda Fabia Rally2 evo | 7 | 5 |  |  | 6 |  |  | 4 | Rit | 12 | Rit |  |  |  |  |  | 36    | 14º  |

| 2024 | Scuderia | Vettura           |  |  |  |  |     |    |  |  |  |  |  |  |  |  |  |  | Punti | Pos. |
| ---- | -------- | ----------------- |  |  |  |  | --- | -- |  |  |  |  |  |  |  |  |  |  | ----- | ---- |
| 2024 |          | Citroën C3 Rally2 |  |  |  |  | Rit | 26 |  |  |  |  |  |  |  |  |  |  | 0     |      |

| 2025 | Scuderia | Vettura                |  |  |  |  |   |     |     |    |    |  |  |  |  |  |  |  | Punti | Pos. |
| ---- | -------- | ---------------------- |  |  |  |  | - | --- | --- | -- | -- |  |  |  |  |  |  |  | ----- | ---- |
| 2025 |          | Toyota GR Yaris Rally2 |  |  |  |  | 9 | Rit | Rit | WD | WD |  |  |  |  |  |  |  | 2     |      |

| Legenda | 1º posto | 2º posto | 3º posto | A punti | Senza punti | Ritirato | Squalificato | NP=Non partito C=Gara cancellata | Apice=Power stage |

### Risultati nel WRC-2 Junior/WRC-2 Challenger
| 2022 | Scuderia     | Vettura                |     |   |  |     |   |  |     |  |   |  |  |  |  |  |  |  | Punti | Pos. |
| ---- | ------------ | ---------------------- | --- | - |  | --- | - |  | --- |  | - |  |  |  |  |  |  |  | ----- | ---- |
| 2022 | Toksport WRT | Škoda Fabia Rally2 evo | Rit | 7 |  | Rit | 7 |  | Rit |  | 4 |  |  |  |  |  |  |  | 24    | 16º  |

| 2023 | Scuderia                    | Vettura               |   |   |  |  |   |  |  |   |     |   |     |  |  |  |  |  | Punti | Pos. |
| ---- | --------------------------- | --------------------- | - | - |  |  | - |  |  | - | --- | - | --- |  |  |  |  |  | ----- | ---- |
| 2023 | Toksport WRT 2 Toksport WRT | Škoda Fabia RS Rally2 | 5 | 3 |  |  | 1 |  |  | 2 | Rit | 8 | Rit |  |  |  |  |  | 72    | 5º   |

| 2024 | Scuderia | Vettura           |  |  |  |  |     |    |  |  |  |  |  |  |  |  |  |  | Punti | Pos. |
| ---- | -------- | ----------------- |  |  |  |  | --- | -- |  |  |  |  |  |  |  |  |  |  | ----- | ---- |
| 2024 |          | Citroën C3 Rally2 |  |  |  |  | Rit | 24 |  |  |  |  |  |  |  |  |  |  | 0     |      |

| 2025 | Scuderia | Vettura                |  |  |  |  |   |     |     |    |    |  |  |  |  |  |  |  | Punti | Pos. |
| ---- | -------- | ---------------------- |  |  |  |  | - | --- | --- | -- | -- |  |  |  |  |  |  |  | ----- | ---- |
| 2025 |          | Toyota GR Yaris Rally2 |  |  |  |  | 5 | Rit | Rit | WD | WD |  |  |  |  |  |  |  | 10    |      |

| Legenda | 1º posto | 2º posto | 3º posto | A punti | Senza punti | Ritirato | Squalificato | NP=Non partito C=Gara cancellata | Apice=Power stage |

### Risultati nel WRC-3
| 2020 | Scuderia | Vettura       |  |  |   |   |   |   |   |  |  |  |  |  |  |  |  |  | Punti | Pos. |
| ---- | -------- | ------------- |  |  | - | - | - | - | - |  |  |  |  |  |  |  |  |  | ----- | ---- |
| 2020 |          | Citroën C3 R5 |  |  | 1 | 4 | 2 | 3 | 6 |  |  |  |  |  |  |  |  |  | 78    | 2º   |

| Legenda | 1º posto | 2º posto | 3º posto | A punti | Senza punti | Ritirato | Squalificato | NP=Non partito C=Gara cancellata | Apice=Power stage |